# Московский шинный завод
Московский шинный завод — советский и российский производитель автомобильных шин. Предприятие являлось постоянным поставщиком для автомобильных заводов «Москвич», ЗИЛ и ГАЗ.

## История
Решение о строительстве предприятия было принято в 1940 году ЦК ВКП(б) и Правительством СССР. Комплектное оборудование было решено закупить в США, куда и была направлена группа специалистов, обследовавших в 1941—1942 годах несколько заводов по производству шин. В итоге выбор советские специалисты пал на один из заводов, на котором было установлено новое оборудование. Оно было демонтировано и отправлено в столицу Советского Союза. В первой части 1943 года приняли решение начать строительство завода, а в октябре того же месяца стали монтировать первое оборудование.
Датой основания завода считается 1945 год: в том году была выпущена первая автомобильная камера. В том же 1945 году на заводе начали издавать газету «За качество и темпы», издававшуюся большим тиражом. В 1948 году на заводе была произведена миллионная покрышка. Уже по данным на 1949 год завод выпускал 9 видов шин для легковых, грузовых автомобилей и начал выпуск шин для троллейбусов. В течение 1946—1950 годов объёмы произведённой продукции стали больше практически в семь раз, увеличившись с 227 до 1527 тыс. штук.
Расцвет завода произошёл в 1960-х — 1980-х годах, завод расширялся (за счёт строительства новых корпусов) и увеличивал объёмы производства. К 20-летнему юбилею с начала работы была произведена реконструкция завода. В 1963 году благодаря созданию на заводе нового цеха стало выпускаться в 1,5 раза больше покрышек. В 1967 году на заводе стали производиться радиальные шины для грузовых автомобилей. В печати периодически появлялись реляции о перевыполнении плана: «Так, коллектив шинного завода выпустил сверх плана из сэкономленного сырья материалов более 15 тысяч штуки к шин, сберег 269 тонн натурального каучука, 573 тысячи квадратных метров текстиля и миллион 349 тысяч киловатт-часов электроэнергии». 
В 1975 году состоялось открытия Музея трудовой славы завода, а ещё через год заводу удалось превзойти предусмотренную проектом мощность в 2 раза. Завод поэтапно стал выходить на международный рынок: по данным энциклопедии «Москва» (1980), поставлял свою продукцию в 21 страну, в 1986 году принимал участие в интернациональных выставках и ярмарках в государствах—участниках Совета экономической взаимопомощи, а также в африканских и латиноамериканских странах, занимался экспортом своих шин в другие государства социалистической ориентации. 
В девяностых завод был зарегистрирован как АО, создал свою собственную дилерскую сеть и основал несколько дочерних компаний. Владельцем части акций завода было правительство Москвы.
25 февраля 1996 года на складе готовой продукции начался пожар, который тушили несколько дней. Огонь быстро распространился по цехам завода и уже через 2 часа охватил территорию площадью 15 000 м². Во время борьбы с пожаром случилась гибель одного из пожарных, травмы высокой степени тяжести получили ещё пять человек, которые затем были доставлены в больницы. Для тушения завода были использованы 80 машин, 800 пожарных, четыре спецвертолёта, при помощи железнодорожных путей к Москве подтянули составы, в которых находилось спецоборудование. В результате пожара было уничтожено 6-этажное строение, где хранились сера (10 тонн) и каучук (100 тонн). Прокуратура города начала следствие, поскольку существовали подозрения о поджоге завода. Ущерб по итогам пожара был оценён в 51 млрд рублей ($10 млн.). Ранее управление государственной пожарной службы ГУВД Москвы проводило пожарно-техническое обследование зданий и сооружений ОАО «Московский шинный завод» и настаивал на выполнении руководством завода 67 требований по противопожарной безопасности. Тогда к административной ответственности было привлечено 84 заводских должностных лица.
Несмотря на пожар, расширение ассортимента продукции продолжилось, в том числе за счёт покупки нового оборудования. В 1998 году высокоскоростная шина «Лидер» вошла в список «100 лучших товаров России», а в 2000 г. получен сертификат соответствия системы качества предприятия нормам ISO 9001.
В 2001—2002 гг. началось первое в России проиозводство шины категории скорости V (240 км/ч), а также разработана первая в России сверхнизкопрофильная шина 55-й серии «Модерн».
Начиная с 2005 года завод стал нести убытки и был признан обанкротившимся в 2012 году.
После закрытия завода застройкой его бывшей территории стало заниматься АО «Московский шинный завод,  баланс которого по данным на 2023 год составляет 3 млрд руб., выручка 80 млн руб., а чистая прибыль — 19 млн руб. Основным видом деятельности является аренда и управление собственным или арендованным нежилым недвижимым имуществом.

## Описание
Завод находился на территории Южнопортового района Москвы, по адресам Шарикоподшипниковская улица, дом 11; 1-я Дубровская улица, дом 13; Новоостаповская улица, дом 4. Производственные помещения завода находились вблизи ГПЗ-1.
По состоянию на 1979 год рабочими завода были приблизительно 2 тысячи ударников. Различными государственными наградами награждены 158 рабочих, Михаилу Пчелинцеву, бывшему на заводе машинистом резиносмесителя, присвоено звание Героя Социалистического Труда.